# Witthoh zwischen Lohhof, Württembergerhof und Aichhalderhof, soweit nicht bewaldet
Der Witthoh zwischen Lohhof, Württembergerhof und Aichhalderhof, soweit nicht bewaldet, ist ein vom Landratsamt Tuttlingen am 11. Januar 1944 durch Verordnung ausgewiesenes Landschaftsschutzgebiet auf dem Gebiet der Stadt Tuttlingen.

## Lage
Das etwa 1,4 km² große Landschaftsschutzgebiet liegt etwa 2,5 km südlich von Tuttlingen und 1,5 km nordwestlich von Emmingen ab Egg. Es gehört zum Naturraum Hegaualb.

## Landschaftscharakter
Die ansonsten bewaldete Hochebene Witthoh ist an der südlichen Grenze des Tuttlinger Stadtgebiets offen und landwirtschaftlich genutzt. Im Gebiet befinden sich mehrere Einzelgehöfte, die von Äckern, Wiesen und hofnahmen Streuobstbeständen umgeben sind. Im Gebiet besteht eine sehr schöne Aussicht über den Hegau und das Bodenseebecken bis zu den Schweizer Alpen. eine landschaftsprägende Lindengruppe am Aichhalderhof ist als Naturdenkmal ausgewiesen.